# West Falls Church
West Falls Church ist ein Census-designated place im Fairfax County im US-Bundesstaat Virginia. Bis 2000 wurde er Jefferson genannt. Das U.S. Census Bureau hat bei der Volkszählung 2020 eine Einwohnerzahl von 30.243 ermittelt.

## Lage
Der Ort liegt im Großraum Washington, D.C. direkt innerhalb des Capital Beltways rund 15 km Luftlinie vom Kapitol entfernt.
West Falls Church grenzt im Nordosten an die unabhängige Stadt Falls Church, von der sich der Name ableitet, im Osten an Seven Corners, im Südosten an Lake Barcroft, im Südwesten an Annandale, im Westen an Merrifield und im Norden an Idylwood.

## Wirtschaft
Durch seine Lage nahe der Hauptstadt Washington und die günstige Verkehrsanbindung ist West Falls Church ein beliebter Bürostandort. Mit General Dynamics und Northrop Grumman haben nur wenige Meter voneinander entfernt zwei der größten Rüstungsunternehmen der Welt hier ihren Hauptsitz.